# Angie Be
Élodie Bouche, principalmente conosciuta con lo pseudonimo Angie Be (1977), è una cantante francese.

## Carriera
Angie Be inizia la propria carriera come concorrente del reality show Secret Story, versione francese del Grande fratello. Il suo singolo di debutto Soundwaves ha raggiunto la diciassettesima posizione della classifica dei singoli più venduti in Francia, rimanendo in classifica esattamente per un anno, dal 22 agosto 2009 al 21 agosto 2010. Il brano entra anche nella classifica europea della rivista Billboard  A dicembre 2009 è stata pubblicata una versione in francese di Soundwaves, dopo aver vinto il riconoscimento Eurodanceweb Award. Ad ottobre 2010 è stato pubblicato il suo secondo singolo Forever.
Angie Be in precedenza aveva creato e diretto una compagnia di manicure dal 2007 al 2009 nel sud della Francia Era particolarmente conosciuta per aver fatto da modella negli spot televisivi di un marchio di stimolatori elettrici. È madre di una bambina, Manon.

## Discografia
Singoli
- 2009: Soundwaves
- 2009: Soundwaves (versione francese)
- 2010: Forever

## Riconoscimenti e premi
- Eurodanceweb Award 2010